# 斉藤祐子
斉藤 祐子（さいとう ゆうこ、1960年3月9日 - ）は、日本の女性声優、タレント、元お笑い芸人。京都府綾部市出身。81プロデュース所属。既婚。

## 来歴・人物
三人姉弟の長女（弟2人）。大阪府和泉市育ち、和泉市立南池田小学校、石尾中学校、大阪府立泉大津高等学校卒業。高校生時代は1年生のときから生徒会で会計を務めたほか、「ミルキーウェイ」という女子4人組のバンドでサイドギターとパーカッションを担当した。この頃から「超人前出たがり人間」だったという。高校卒業後、美術教師を目指すために大阪芸術大学を受験するも失敗（デザイナー志望だったこともあった））。その後は盲学校の事務員、保母手伝い、学校の理科実習助手、スーパーマーケット店員、着ぐるみ俳優、仮面ライダーショーやイルカショーの司会などのアルバイトを経験。しばらくして母親からアナウンサーを推されたこともあって志望するようになり、アルバイトをしながらアナウンサー学校に通うようになる。
1982年に『笑ってる場合ですよ!』の『お笑い君こそスターだ』でグランプリを獲得し、「斉藤ゆう子」の芸名にて吉本興業所属のお笑いタレントとしてデビュー。DJ志望でもあったため、吉本から「今吉本に入るとラジオに出られます」という誘い文句で吉本入りを決めたという。縁の厚い伊達眼鏡をトレードマークに知名度を獲得した。当時、アニメ『Dr.スランプ アラレちゃん』の大ヒットを受け、「則巻アラレ」のトレードマークである大きな縁のメガネに似ていたこともあり、作中でアラレが呼ばれていた「メガネっこ」と同様にキャプションをつけられることもあった。また、テレビ放映の吉本新喜劇では、ウェイトレスという端役ながら実際「アラレちゃん」と名づけられた役を演じていた。中学1年時、高野悦子『二十歳の原点』に書かれていた「二十歳になったら眼鏡をかけよう」という一文にいたく感動し、20歳になったら眼鏡をかけると強く決意し実際に20歳からかけ始める。1983年の時点で眼鏡を25個所有していた。なお、視力は左右とも1.5であった（1982年当時）。
お笑いタレントとして活躍していたが（「今日は飛びませんね」という台詞のセブンイレブンのCMやセガSG-1000のCMで手に持ったお灸風船が割れるシーンが有名である）、後述の結婚を理由に一度芸能活動から引退。その後、81プロデュース所属となり声優として芸能活動に復帰した。
私生活では構成作家の東野博昭と1986年に結婚するもおよそ1年で離婚。その後ミュージシャンと再婚したが、1年半後に2度目の離婚。1995年7月7日に一般男性と3度目の結婚をする。「おふくろに…万歳!!」では事務所で勉強をしていた。
吉本興業所属時代に明石家さんまからネタのアドバイスを受けている。その礼を兼ねて電話連絡した際、「何が欲しいですか?」と訊いたところさんまから「あなたが欲しい」と“告白”されたことを、2014年4月13日放送の『行列のできる法律相談所』（日本テレビ）にて明かした。

## 出演作品

### テレビアニメ
1997年
- 夢のクレヨン王国（フィレオ王子、クラウドの乳母）

1998年
- 太陽の子エステバン（グイン）※BS版

1999年
- おジャ魔女どれみ（1999年 - 2002年、ミミ、はづきのばあや、かずひろ、主婦、泥酔魔女） - 4シリーズ

2000年
- とっとこハム太郎（2000年 - 2011年、パンダくん） - 2シリーズ

2001年
- クレヨンしんちゃん（いじめっこA）

2007年
- ラブ★コン（おばさん）

2008年
- Yes!プリキュア5GoGo!（客）
- スケアクロウマン（サマンサ）

2012年
- スマイルプリキュア!（おばちゃん）

### OVA
- とっとこハム太郎 〜ママをたずねて三千てちてち〜（2002年、パンダくん）
- とっとこハム太郎 ハムちゃんずの宝さがし大作戦 〜はむはー! すてきな海のなつやすみ〜（2003年、パンダくん）
- おジャ魔女どれみナ・イ・ショ（2004年、はづきのばあや〈市川小雪〉）
- とっとこハム太郎 ハムちゃんずと虹の国の王子さま 〜せかいでいちばんのたからもの〜（2004年、パンダくん）
- とっとこハム太郎 ハムちゃんずのめざせ! ハムハム金メダル 〜はしれ! はしれ! だいさくせん!〜（2004年、パンダくん）

### 劇場アニメ
- SF新世紀レンズマン（1984年、ソル[15]）
- 劇場版 とっとこハム太郎 ハムハムランド大冒険（2001年、パンダくん）
- 劇場版 とっとこハム太郎 ハムハムハムージャ! 幻のプリンセス（2002年、パンダくん）
- 劇場版 とっとこハム太郎 ハムハムグランプリン オーロラ谷の奇跡 リボンちゃん危機一髪!（2003年、パンダくん）
- 劇場版 とっとこハム太郎 はむはむぱらだいちゅ! ハム太郎とふしぎのオニの絵本塔（2004年、パンダくん）

### ドラマCD
- おジャ魔女どれみシリーズ
  - おジャ魔女CDくらぶ その3 おジャ魔女ハッピッピドラマシアター（ミミ、はづきのばあや）
  - MAHO堂CDコレクション その2 すくりーんテーマ&しーくれっと すと〜り〜（ミミ）

### 人形劇
- あつまれ!じゃんけんぽん（ニッチ、キャンディー）

### 吹き替え
- おてんばソフィー（アルビオン）
- キャッツ&カンパニー（リフラフ）

### テレビドラマ
- 女に生まれて
- おまかせください
- 混浴露天風呂連続殺人
- 帰って来た意地悪ばあさん（1983年10月10日、フジテレビ/テレパック）
- 水戸黄門 第16部 第6話「敵と呼ばれた助三郎 -島田-」（1986年6月2日、TBS/C.A.L）：おもよ役
- 裸の大将 第14話「帰って来た裸の大将放浪記」：婦警役
- 金曜ドラマシアター「おふくろシリーズ7・おふくろに…万歳!!」：勉強係役

### 映画
- レンズマン（ソル）
- 唐獅子株式会社（須磨輝子）
- ビッグマグナム 黒岩先生（竹村美希）
- 父（美枝）

### バラエティ
- 笑っていいとも!（「タモリの世界の料理」アシスタント、1982年10月 - 1984年3月、月曜日担当）
- おもしろサンデー（大阪ローカル、第1期フレッシュレポーター）
- プロポーズ大作戦（末期のアシスタント役）
- 象印クイズ ヒントでピント（女性軍4枠解答者、1984年1月8日（第235回） - 1986年10月5日（第360回））[注釈 1][注釈 2]
- 連想ゲーム
- 天才クイズ（名古屋ローカル、3代目司会）
- 三枝の愛ラブ!爆笑クリニック（パネラー）
- おもしろクイズBOX（解答者。のち出題リポーター）
- ザ・対決!（レギュラー）
- クイズ地球まるかじり
- クイズ!お金が大好き（司会）
- SHARPワールドクイズ・カンカンガク学
- マルチ・スコープ（司会）
- 早見優のアメリカンキッズスペシャル（出演者）
- 笑いの金メダル（司会）
- クイズ!家族でGO!!（司会）
- 爆報!THE フライデー
- クイズ!脳ベルSHOW (ゲスト)

### ラジオ
- 体験ラジオAチャンネル（TBSラジオ）
- 梶原茂のラジオで大繁盛（文化放送、アシスタント、1986年10月 - 1987年3月、月曜日担当）

### CM
- セブン-イレブン（ハンバーガー、ブリトー、おでん缶）[16]
- 日本交通公社
- セガ（SG-1000）
- 鈴鹿サーキット
- 丸美屋（麻婆豆腐）
- 伊藤ハム（ポークビッツ&ビアビッツ）[17]
- 花王（ホーミングタフ）
- 明治製菓（マカダミアナッツ、ヤンヤン）
- トヨタレンタカー
- サクラクレパス（ボールサイン）
- チトセ（くるぴたデスク）
- エステー化学（キャレーヌ）
- ホクレン
- サンヨー食品（スナックラーメン）
- カシオ計算機
- KDD（斉藤慶子と共演）
- キンキホーム
- ハウス食品 (本中華)
- ブラザー (コンパルα)
- セコム（マイアラーム、ケント・ギルバートと共演）

## 作品

### シングル
- 僕も男だ～学校編（詞：川崎徹、曲・編曲：岡田徹）／僕も男だ～OL編（詞：川崎徹、曲：岡田徹、編曲：白井良明）（1983年、フィリップス、7PL-114）-　斉藤ゆう子名義